# Anisorbione curva
Anisorbione curva är en kräftdjursart som beskrevs av M. Bourdon 1981. Anisorbione curva ingår i släktet Anisorbione och familjen Bopyridae. Inga underarter finns listade i Catalogue of Life.